# Przybyrad
Przybyrad – staropolskie imię męskie złożone z członów Przyby- ("przybyć, przybywać") i -rad ("być zadowolonym, chętnym, cieszyć się"). Może oznaczać "ten, z którym przybywa radość".
Przybyrad imieniny obchodzi 27 stycznia, 15 lutego, 12 czerwca i 27 grudnia.